# Adolfo Fernández Cavada
Adolfo Fernández Cavada (17 tháng 5 năm 1832 – 18 tháng 12 năm 1871) là quân nhân và nhà ngoại giao, sĩ quan Quân đội Liên bang miền Bắc trong Nội chiến Hoa Kỳ, từng là Đại úy Trung đoàn 23 Bộ binh Pennsylvania Philadelphia, một trung đoàn của Quân đội Liên bang miền Bắc, cùng với anh trai mình, Trung tá Federico Fernández Cavada. Ông từng đạt thành tích xuất sắc trong Binh đoàn Potomac qua các trận đánh ở Fredericksburg và Gettysburg và là "sĩ quan phụ tá đặc biệt" dưới quyền Tướng Andrew A. Humphreys. Sau nội chiến, Fernández Cavada được bổ nhiệm làm lãnh sự tại Cienfuegos, Cuba. Ông cùng với anh trai mình, vốn từng ở Trinidad, tham gia cuộc nổi dậy của người Cuba chống lại ách đô hộ của thực dân Tây Ban Nha và lên thay làm Tổng tư lệnh Cinco Villas tiếp theo. Ông tử trận khi đang giao chiến với quân Tây Ban Nha.

## Thân thế
Fernández Cavada là một trong ba người con trai chào đời ở Cienfuegos, Cuba có bố tên là Isidoro Fernández Cavada và mẹ tên là Emily Howard Gatier, một công dân Mỹ có quê quán ở Philadelphia. Sau cái chết của cha ông vào năm 1838, ông cùng mẹ và các anh chị em chuyển đến Philadelphia. Mẹ ông gặp gỡ và kết hôn với Samuel Dutton rồi cả gia đình cư trú tại số 222 Phố Spruce, Philadelphia. Fernández Cavada theo học tiểu học và trung học tại Trường Trung học Trung tâm Philadelphia.

## Nội chiến Hoa Kỳ

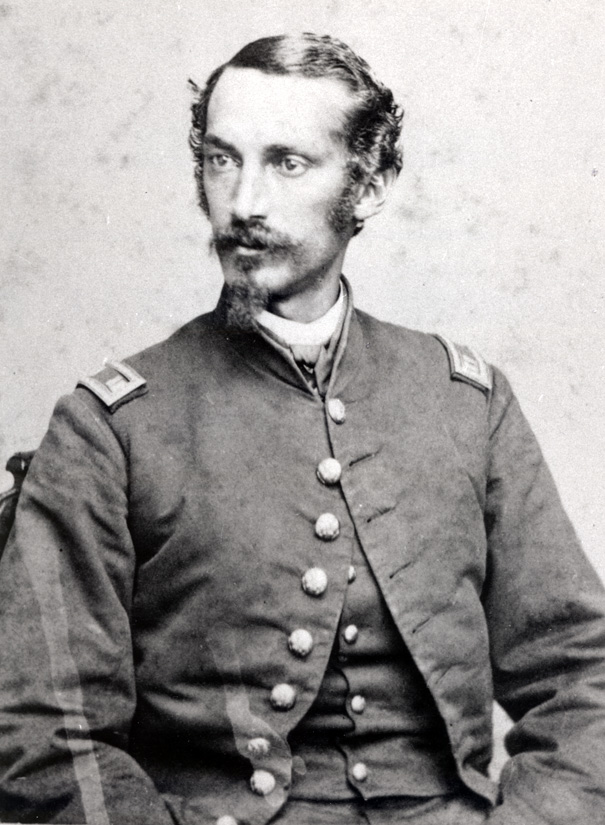
Anh trai của Adolfo là Đại tá Federico Fernández Cavada

Khi Nội chiến Hoa Kỳ bùng nổ, cả Adolfo và anh trai Federico đều gia nhập Trung đoàn 23 Bộ binh Pennsylvania Philadelphia, một trung đoàn thuộc Quân đội Liên bang miền Bắc. Trung đoàn này được phân công vào Binh đoàn Potomac. Federico được thuyên chuyển sang Trung đoàn 114 Bộ binh Pennsylvania, trong khi Adolfo vẫn ở lại trung đoàn này trên cương vị là sĩ quan phụ tá cho Tướng Andrew A. Humphreys. Adolfo từng tham gia vào nhiều trận đánh khác nhau bao gồm trận Fredericksburg và trận Gettysburg.
Ông bị thương trong trận Gettysburg khi con ngựa của ông bị bắn chết từ phía dưới. Fernández Cavada đã viết nhật ký trong suốt cuộc chiến, đây được coi là một trong những ghi chép sống động và rõ ràng nhất về trận Gettysburg. Lời kể nhân chứng của ông về cuộc xung đột nổi tiếng đã cung cấp một bản tường thuật mô tả rõ ràng về trận đánh này. Trong một ngày của trận đánh diễn ra vào tháng Bảy, ông có ghi chép lại như sau: "Không khí nhanh chóng tràn ngập đạn bay, đạn pháo và hộp đạn--và một tiếng rên rỉ ở đây đó chứng tỏ tác động của chúng. ...tiếng gầm của súng hỏa mai và tiếng va chạm của súng bắn và tiếng đạn nổ chói tai..."

## Chiến tranh Mười năm ở Cuba
Sau nội chiến, Fernández Cavada được chính phủ Mỹ bổ nhiệm làm lãnh sự Hoa Kỳ tại Cienfuegos, Cuba. Ông nộp đơn từ chức sau cuộc nổi dậy của người Cuba chống lại ách đô hộ của thực dân Tây Ban Nha, gọi là Chiến tranh Mười năm của Cuba (1868–1878). Cùng với người anh trai Federico cũng đã từ chức lãnh sự ở Trinidad, ông gia nhập quân nổi dậy Cuba trong hành trình giành lại nền độc lập cho hòn đảo này.
Tháng 2 năm 1869, Fernández Cavada tiến công thị trấn Palmira. Ông nắm quyền chỉ huy quân của mình qua các trận đánh ở Altos de Potrerillo và Saltadero de Siguanea cũng như trong cuộc tấn công vào kho vũ khí Arimao. Ngày 5 tháng 11 năm 1869, toán quân dưới sự chỉ huy của Fernández Cavada đã chiếm được thị trấn Cienfuegos và một tháng sau là Arroyo Blanco. Ngày 4 tháng 4 năm 1870, Fernández Cavada được bổ nhiệm làm Tổng tư lệnh Cinco Villas mang quân hàm Thiếu tướng, kế nhiệm anh trai Federico, vừa được bổ nhiệm làm Tổng tư lệnh toàn thể quân đội Cuba.

## Cái chết
Anh trai của Adolfo là Federico bị chính quyền Tây Ban Nha bắt được và đem ra xử bắn vào tháng 7 năm 1871. Ngày 18 tháng 12 năm 1871, Fernández Cavada bị giết trong trận chiến tại đồn điền cà phê La Adelaida nằm gần Santiago de Cuba.

## Vinh danh
Giải thưởng và huân huy chương của Fernández Cavada bao gồm: 

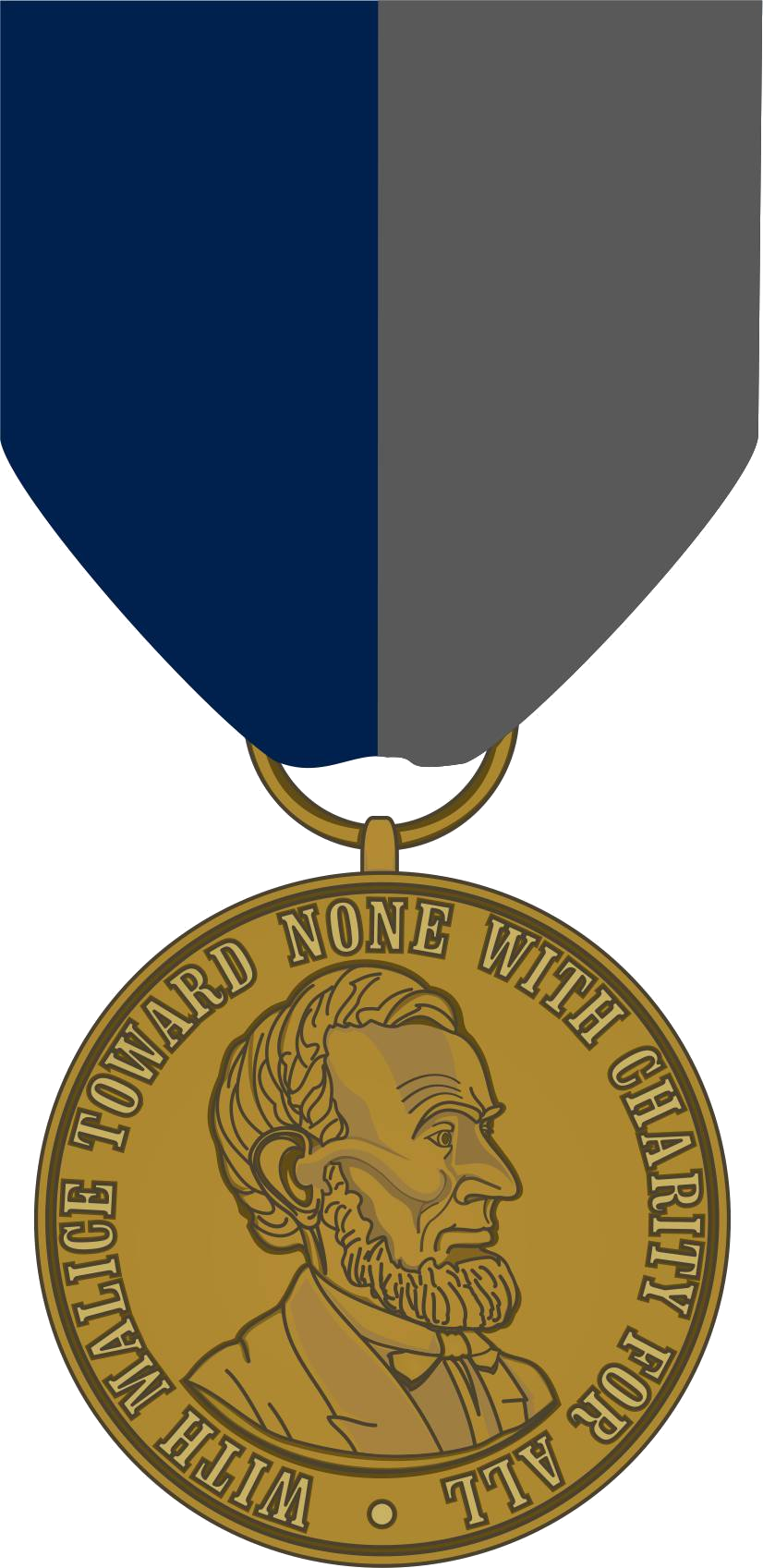
Huân chương Chiến dịch Nội chiến Lục quân